# Стефан Марковић (кошаркаш)
Стефан Марковић (Београд, 25. април 1988) бивши је српски кошаркаш. Играо је на позицијама плејмејкера и бека.

## Клупска каријера
Марковић је почео да тренира кошарку у клубу Офи баскет. Професионалну каријеру је почео у Атласу из Београда. Године 2006, на позив Муте Николића, прелази у Хемофарм. Током четири године проведене у Вршцу стекао је пуну афирмацију. У лето 2010. прелази у италијански Бенетон Тревизо и тамо проводи једну сезону.
У јуну 2011. потписао је са Валенсијом двогодишњи уговор са опцијом за још једну годину. У јулу 2013. није успео да се договори за продужетак уговора и постао је слободан играч. У октобру 2013. потписао је једногодишњи уговор са турским Банвитом. У јуну 2014. је потписао двогодишњи уговор са шпанском Уникахом.
У сезони 2016/17. био је играч Зенита из Санкт Петербурга а потом је две године носио дрес Химкија. Почетком августа 2019. је потписао уговор са Виртусом из Болоње. Провео је наредне две сезоне у Виртусу, играјући под тренером Сашом Ђорђевићем. У сезони 2020/21. са екипом Виртуса је освојио титулу првака Италије, што му је први клупски трофеј у играчкој каријери.
У новембру 2021. је потписао уговор са Црвеном звездом до краја 2022/23. сезоне. Са Црвеном звездом је у сезони 2021/22. освојио Јадранску лигу, Куп Радивоја Кораћа и првенство Србије. У наредној 2022/23. сезони поново је освојио Куп Радивоја Кораћа и првенство Србије док је у финалу Јадранске лиге поражен од Партизана. У јуну 2023. године завршио је професионалну каријеру.

## Репрезентација
Наступао је у млађим репрезентативним селекцијама Србије. На Светском првенству за младе играче до 19 година 2007. у Новом Саду освојио је златну медаљу.
За сениорску репрезентацију Србије је први пут играо на Европском првенству 2007. године. Са сениорским националним тимом освојио је три сребра - прво на Европском првенству 2009. у Пољској, друго на Светском првенству 2014. у Шпанији и треће на Летњим олимпијским играма 2016. у Бразилу. У августу 2016. је објавио да се повлачи из репрезентације.

## Успеси

### Клупски
- Виртус Болоња:
  - Првенство Италије (1): 2020/21.
- Црвена звезда:
  - Првенство Србије (2): 2021/22, 2022/23.
  - Јадранска лига (1): 2021/22.
  - Куп Радивоја Кораћа (2): 2022, 2023.

### Репрезентативни
- Светско првенство до 19 година:  2007.
- Европско првенство:  2009.
- Светско првенство:  2014.
- Олимпијске игре:  2016.